# ホンダマチック
ホンダマチック（Hondamatic）は、本田技研工業（ホンダ）が独自の機構を持った自社製の自動変速機（オートマチックトランスミッション、AT）に使用していた商標である。同社の海外法人では全地形対応車（ATV）やオートバイに用いられる油圧機械式無段変速機（HMT）の商標としても用いられている。

## 概要
最大の特徴は、手動変速機（マニュアルトランスミッション、MT）の様に2軸もしくは3軸の平行軸歯車を使用する点が挙げられ、MTで用いられるシンクロメッシュ機構に替えて各変速段用の油圧湿式多板クラッチを用い変速を行う。平行軸歯車を用いる構造は2014年（平成26年）に前輪駆動車向け9段ATでZF製の遊星歯車式を採用するまで、歴代の同社製AT（ホンダの変速機形式一覧）にも受け継がれていた。また、MT車のクラッチに相当する機能はトルクコンバータが受け持っており、その点では一般的なATと同じである。
元々はS500用の自動変速機をボルグワーナー（BW）社に開発を依頼した際に「高回転エンジンに適合する自動変速機は開発できない」との回答を受け、これに対しホンダは世界各国の特許に抵触しない自動変速機を自社開発したのが始まりである。1968年（昭和43年）4月にN360に搭載したのが最初の採用例である。
初代アコードが発売された1976年（昭和51年）において、ホンダマチック車の販売比率は25.2%であり、当時日本の乗用車のAT比率が数%であったことを考慮すると驚異的な数字である。この比率はその後も伸び、3年後の1979年（昭和54年）には49.8%と、実にアコード購入者の半数がホンダマチックを選択した。
また、身体障害者の社会進出へ貢献するために開発された運転補助装置のホンダ・フランツシステムは、ホンダマチック搭載車をベースに開発されている。
また2輪メーカーでもあることからオートバイにも展開された。操作方法は左チェンジペダルをすくい上げる/踏み下ろして走行レンジを切替える。搭載車種のCB750Aエアラ、CB400Tホーク・ホンダマチックとも、ベース車種に対してエンジンを低速型へデチューンされた。
ホンダマチックには、フルオート式とセミオート式とが存在した。1970年代、ホンダは初代シビックのセミオート式ホンダマチックを「無段変速」と称して積極的に広告したため、現在も「ホンダマチック=セミオート式」との認識が根強く存在するが、前述のように独自の機構を持つ自動変速機がホンダマチックであり、必ずしも「ホンダマチック=セミオート式」ではない。
同様な商標例としてトヨグライド（トヨタ自動車）やニッサンマチック（日産自動車）などあるが、これらは他社の特許を使用もしくは他社製品でありその意味ではホンダマチックとは異なる。

## 沿革

### 3速フルオートマチック仕様
1968年（昭和43年）4月にN360に初めて搭載され、その後ライフ、Z、1300に展開された。これは3速フルオート式で、自動変速のDレンジと、各ギア固定の3、2、1レンジからなる7ポジション（P-R-N-D-3-2-1）であった。また、1300に搭載されたものには坂道発進時の後退防止機能が備わっており、坂道発進を容易にしている。

### 2/3速セミオートマチック仕様
1973年（昭和48年）5月、前年に発売されていたシビックに、ホンダマチック仕様が追加された。これは2速セミオート式で、P-R-N-☆-L の5ポジションであった。走行状況により、1速のLレンジと2速の☆（スター）レンジを手動で選択する。一見、3速フルオート式から2速セミオート式へと技術的に後退した印象があるが、ストールトルク比（トルクコンバータのトルク増大比）を、通常のトルクコンバータ式ATの1.5 - 2.5に対して3と大きく取ることにより、変速比1.000のギアであれば、変速比は（理論上は）3.000 - 1.000の範囲で無段階に変化する事となり、これにより、各ギアで対応する速度の範囲を広くし、頻繁な変速に頼らずに様々な走行条件に対応出来る様にしたことから「無段変速」と称した。
Lレンジは手動変速機の2速相当、☆レンジは4速相当の変速比で、発進から最高速までを☆レンジだけでカバー出来る。Lレンジは大きいトルクが必要な急坂発進や急加速、強力なエンジンブレーキが必要な急坂の降坂の際に使用する。また、変速ショックが無くスムーズであり、自動変速機構を有しないため価格が安かったことなども大きな特徴である。
1979年（昭和54年）にはセミオート式ながら、ODレンジ付（P-R-N-OD-☆-L）の3速へと進化する。これは従来の2速に対し、オーバードライブレシオ（変速比が1.000未満）を追加したもので、アコードを皮切りに、順次、車種ごとに切替えが進み、高速・巡航時の燃費向上と静粛性向上を図った。また、トゥデイ/アクティ等への適用でも、発生トルクが低いため☆レンジが手動変速機の3速程度にローギヤード化され、高速走行用にODレンジが必要であった。
さらに、1983年（昭和58年）には、バラード・スポーツCR-Xの新発売、3代目シビック（ワンダー・シビック）の発売に合わせ、☆、ODレンジでトルコンスリップを制限するロックアップ機構付を追加した。
オートバイでは1976年（昭和51年）に北米でCB750Aエアラが発売され、翌1977年（昭和52年）4月からは日本国内でも販売を開始。1978年（昭和53年）にはCB400Tホークにも搭載されたが、ツアラー的な低速トルク型にデチューンされたエンジン特性が日本のライダーの嗜好に合わなかった事もあり、販売当初から珍車に分類される不人気車で、エアラ、ホーク・ホンダマチック共に1978年限りで販売を終了している。一方、クルーザーなどのゆったりとしたフィーリングのオートバイ文化が根強い北米ではホンダマチック搭載車はそこそこの支持を得て、1979年（昭和54年）からは新たにホンダ・CMシリーズに搭載された。1981年（昭和56年）までは400 ccのホンダ・CM400をベースにしたCM400Aホンダマチックが販売されていたが、1982年（昭和57年）に50 ccボアアップしたホンダマチック専用車であるホンダ・CM450Aホンダマチックが登場、翌1983年まで販売された。

### 3/4速フルオートマチック仕様
1980年代に入ると他社でもATの採用が増え、さらに、運転操作がより簡略なフルオートマチックへの要求も高まってきた。他社のAT車にもセミオート式の車種も存在したが、これらも順次フルオート式へと置き換えが進み、更に価格の面でもかつてのホンダマチックの優位性は失われていた。そのため、ホンダマチックは時代遅れの感が否めなくなり、徐々に顧客から敬遠されるようになる。
この市場の要求に対応すべく、1982年（昭和57年）11月、アコード/ビガーの1,800 ccモデルに「ホンダマチック4速フルオート」を導入する。これは P-R-N-D-☆-L の6ポジションを持ち、Dレンジは1 - 4速の自動変速、☆レンジは1 - 3速の自動変速、Lレンジは2速固定である。従来と同じ「ホンダマチック」の商標を用いながら、「フルオート」を付け加えることにより、セミオート式と区別していた。また、同時期に登場した2代目プレリュードには、それとほぼ同じながら、ロックアップ機構を追加した、より高度なものが用いられた。
これらは、フルオート式のホンダマチックとしては、ホンダが軽乗用車から一旦撤退した1974年（昭和49年）以来のものであるが、海外輸出向けには1982年（昭和57年）以前から3速のフルオート式が用いられていた。
その後、1983年（昭和58年）にCR-X/シビックのPGM-FI（インジェクション）モデルに「ホンダマチック3速フルオート」を採用するなど順次採用機種を増やし、1988年（昭和63年）のアクティ/ストリートのフルモデルチェンジをもって、セミオートマチックモデルは姿を消した。
全てフルオートマチック化された後も、しばらく「ホンダマチック」の名称は使用されていたが、徐々に単純な「オートマチック」と呼ばれるようになり、特徴的だった☆レンジも、1985年（昭和60年）のアコード/ビガーのフルモデルチェンジ、シビック/CR-Xのマイナーチェンジ、レジェンドの発売に伴い、P-R-N-D4-D3-2 の表示へと順次変更されていった。

## 後継機構
1995年（平成7年）発売のEK型シビック（愛称: ミラクル シビック）の1.5 Lモデル一部グレードに、ホンダ4輪車で初のCVTである「ホンダマルチマチック」が搭載された。また、1996年（平成8年）発売のインテグラSJや1997年（平成9年）発売の2代目ドマーニ（いすゞ自動車の5代目ジェミニを含む）の一部グレードにも「マルチマチック」というCVT（無段変速機）が搭載された。以後、小型車や軽自動車の主力トランスミッションとして使われている。国外向け車両ではCVT搭載のスクーターや全地形対応車にホンダマチックの名称が残されているが、名称以外に関連性はない（余談だが、国内向けのゴムベルト式CVT搭載スクーターではVマチックと称するほか、東南アジア向けでカブ系の車種に一時期採用されていたATモデルに搭載した内蔵式ギアボックスのギアの代わりのゴムベルト式CVTをCVマチックと称した）。
オートバイでは2008年（平成20年）に、ホンダ・DN-01にてエアラ以来のセミAT方式である「ヒューマン・フレンドリー・トランスミッション」（HFT）が搭載されたが、内部構造は4輪車のホンダマチックとは異なり、1962年（昭和37年）発売のM80型ホンダ・ジュノオにてHRDとしても採用されたバダリーニ式油圧無段変速機であった。ホンダはHRDを元に更なる小型・高圧化したものを開発、「HFT」（Human-Friendly Transmission）と名づけ自社のモトクロッサー・RC250MAに採用し参戦2年目にあたる1991年にモトクロス全日本選手権でシリーズチャンピオンを獲得している。2001年にはATVと呼ばれる4輪の全地形対応車にて、「ホンダマチック」を商標として使う形でHFTをアメリカでの量産車に採用。さらに、世界初のロックアップ機構を備えて商標を「HFT」に変更した上で、2008年3月7日発売のDN-01に搭載した。2輪車でのHFTの採用はDN-01自体が車体コンセプトの中途半端さから販売台数が伸び悩み、翌2009年（平成21年）一杯で販売を終了した事もあり、2007年発表のホンダ・ワルキューレを元にしたコンセプトモデルであるEVO6コンセプト以外に採用が広がる事はなかった。ホンダは2010年（平成22年）以降はHFTに代わりデュアルクラッチトランスミッション（DCT）を採用しており、同年のホンダ・VFR1200F DCTを皮切りに、オートバイの主力トランスミッションとして扱われている。